# Nomerobius argentinensis
Nomerobius argentinensis is een insect uit de familie van de bruine gaasvliegen (Hemerobiidae), die tot de orde netvleugeligen (Neuroptera) behoort. 
Nomerobius argentinensis is voor het eerst wetenschappelijk beschreven door Gonzalez Olazo in 1990.